# Алексеевка (Миякинский район)
Алексе́евка (баш. Алексеевка) — деревня в Миякинском районе Республики Башкортостан Российской Федерации. Входит в состав Кожай-Семёновского сельсовета.

## География

### Географическое положение
Расположена на реке Киргиз-Мияки.
Расстояние до:
- районного центра (Киргиз-Мияки): 14 км,
- центра сельсовета (Кожай-Семёновка): 8 км,
- ближайшей ж/д станции (Аксёново): 27 км.

## Население
| 2002 | 2009 | 2010 |
| ---- | ---- | ---- |
| 35   | ↗39  | ↗44  |

Национальный состав
Согласно переписи 2002 года, преобладающая национальность — чуваши (100 %).